# Кремянка (приток Межи)
Кремянка (до впадения в озеро — Куровка) — река на юге Тверской области, правый приток Межи (бассейн Западной Двины). Длина реки составляет 6,8 км; вместе с верхним течением, рекой Куровкой, — 21,5 км.
Протекает по территории Нелидовского района. На берегу реки расположена деревня Власово.
Кремянка вытекает из небольшого озера Кремно, в которое впадает Куровка. Далее река течёт на юг через сильно заболоченные территории. Впадает в Межу справа в 135 километрах от её устья. Высота устья — 168,8 метра над уровнем моря.